# Iphiaulax imaus
Iphiaulax imaus är en stekelart som beskrevs av Cameron 1906. Iphiaulax imaus ingår i släktet Iphiaulax och familjen bracksteklar. Inga underarter finns listade i Catalogue of Life.